# Mexikanische Buschratte
Die Mexikanische Buschratte (Neotoma mexicana) ist ein Nagetier in der Gattung der Amerikanischen Buschratten, das in Nord- und Mittelamerika vorkommt.
Für den Bestand der Art liegen keine Bedrohungen vor. Die Mexikanische Buschratte wird von der IUCN als „nicht gefährdet“ (least concern) gelistet.

## Merkmale
Mit einer Kopf-Rumpf-Länge von 151 bis 205 mm, einer Schwanzlänge von 133 bis 216 mm und einem Gewicht von 151 bis 253 g ist die Art ein mittelgroßer Vertreter ihrer Gattung. Sie hat 33 bis 41 mm lange Hinterfüße und 25 bis 30 mm lange Ohren. Das recht raue Fell der Oberseite hat eine hellgraue bis rotbraune Grundfarbe. Die Rückenmitte ist am dunkelsten, da hier mehrere schwarze Haare eingemischt sind. Das Fell wird zu den Seiten hin orangebraun und die Unterseite ist von gelblichem bis weißlichem Fell bedeckt. Der Kopf ist durch fast nackte Ohren, durch große Augen, die von einem dunklen Ring umgeben sind, sowie durch lange und dicke Vibrissen gekennzeichnet. Weitere abgrenzende Merkmale zu anderen Gattungsmitgliedern sind kleine obere Schneidezähne und der abweichende Aufbau der Zahnkrone des ersten oberen Molars.

## Verbreitung
Das Verbreitungsgebiet reicht von den US-amerikanischen Bundesstaaten Utah und Colorado über Mexiko bis nach Guatemala, El Salvador und in den Norden von Honduras. Die Mexikanische Buschratte erreicht in Gebirgen etwa 4050 Meter Höhe. Sie hält sich vorwiegend in felsigen Regionen auf, die von Mischwälder, Nadelwäldern, Gebüsch oder Gras bedeckt sind. Typische Pflanzen im Habitat zählen zu den Gattungen Kiefern, Eichen, Wacholder und Bärentrauben. Im südlichen Teil des Verbreitungsgebiets bewohnt die Art auch kühle immergrüne Wälder.

## Lebensweise
Die Mexikanische Buschratte ist nachtaktiv und sie hält sich meist auf dem Boden auf, obwohl sie gut klettern kann. Außerhalb der Paarungszeit sind die Tiere einzelgängerisch und aggressiv gegen Artgenossen. Das Nest aus Baumrinde hat meist die Form einer Untertasse. Es wird oft in Felsspalten angelegt. Große komplexe Baue aus Zweigen und anderem Material, die für andere Buschratten typisch sind, kommen bei dieser Art selten vor. Gelegentlich bewohnen die Tiere Baumhöhlen oder sie übernehmen Nester anderer Wirbeltiere.
Zur Nahrung zählen vorwiegend grüne Pflanzenteile, wie Blätter von Palmlilien. Sie wird mit Früchten, Samen, Eicheln, Pilzen, Kakteen und Insekten komplettiert.
Sexuell aktive Männchen konnten zwischen Juni und August sowie im November registriert werden. Nach etwa 33 Tagen Trächtigkeit werden bis zu vier Nachkommen geboren. Weibchen, die im zeitigen Frühjahr geboren wurden, konnten noch im selben Jahr eigene Nachkommen zeugen.